# Hansheinrich von Wolf

Hansheinrich von Wolf (vor 1916)

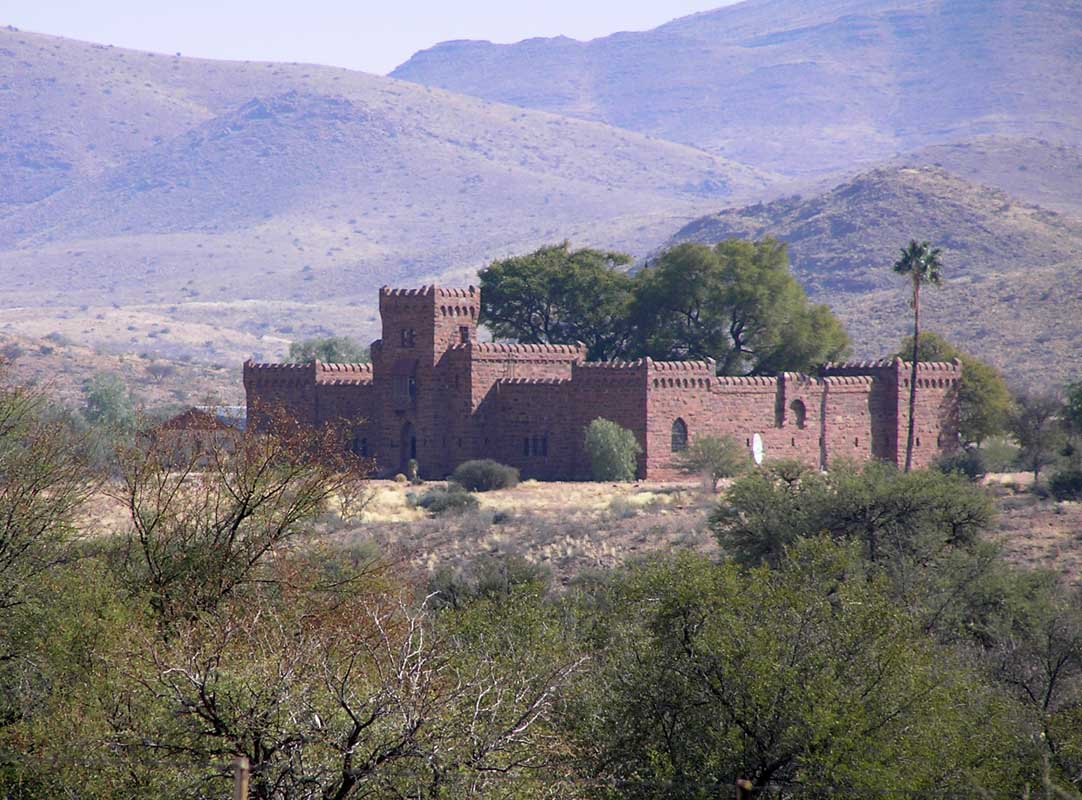
Duwisib

Hansheinrich von Wolf (zuweilen auch Hans-Heinrich, häufig auch Hans Heinrich; * 11. Januar 1873 in Dresden; † 4. September 1916 bei La Foret, Frankreich) war ein deutscher Offizier, der während des Herero-Aufstandes in Deutsch-Südwestafrika diente und später das Schloss Duwisib im heutigen Namibia errichten ließ. Zusammen mit seiner Ehefrau Jayta von Wolf, geborene Humphreys, bewohnte er das Schloss in den ersten Jahren nach der Errichtung und bewirtschaftete die umliegenden Ländereien.

## Herkunft
Hansheinrich von Wolf entstammte einem angesehenen sächsischen Geschlecht, das 1790 geadelt worden war. Die Wolf waren allerdings keine Barone, obwohl dies des Öfteren berichtet wird. Die angebliche Zugehörigkeit der sächsischen Wolf zum baltendeutschen Geschlecht von Lüdinghausen-Wolff erwies sich als Irrtum. Sein Vater war der sächsische Generalmajor Ernst Hugo von Wolf.

## Militärische Laufbahn bis zum Dienst in Deutsch-Südwestafrika
Wolf trat im November 1890 als Fähnrich in das 1. Feldartillerie-Regiment Nr. 12 der Sächsischen Armee ein und wurde 1891 zum Sekondeleutnant befördert. 1896 bereiste er Ägypten, wo er mit einer Karawane durch die Sahara zog. 1898 zum Premierleutnant befördert, wurde er ein Jahr später an das Militärreitinstitut Hannover kommandiert. Ab 1900 diente er in der Reitenden Abteilung des 4. Feldartillerie-Regiments Nr. 48 in Königsbrück bei Dresden. Noch im selben Jahr wurde er als Reitlehrer nach Hannover zurückbeordert und trat daraufhin im Jahr 1901, nun als Hauptmann, wieder in sein Regiment in Königsbrück ein.

## Herero-Aufstand
1904 kam es in Deutsch-Südwestafrika zum Herero-Aufstand. Die dortige Schutztruppe erlitt anfangs zahlreiche Niederlagen, so dass die Situation zu einer ernsten Bedrohung für die dortige deutsche Zivilbevölkerung wurde. Deshalb kam es im Deutschen Reich zunehmend zur Anwerbung junger Männer für einen aktiven Militäreinsatz in der Kolonie. Infolgedessen erbat Wolf 1904 seine Entlassung aus der Sächsischen Armee, um in die Schutztruppe übertreten zu können. Im Oktober des gleichen Jahres wurde er zum Kommandeur der 2. Reserve-Geschützgruppe innerhalb der Schutztruppe ernannt. Kurz darauf begab sich Wolf auf dem Dampfer „Gertrud Woermann“ zusammen mit 24 Offizieren, 376 Mannschaften und 300 Pferden von Hamburg aus nach Deutsch-Südwestafrika.
Nach vorausgegangenen Anlandungsschwierigkeiten der „Gertrud Woermann“ strandete das Schiff etwa zehn Kilometer nördlich von Swakopmund. Wolf kam am 20. November 1904 in Swakopmund an. Von dort begab er sich schnell nach Gibeon und dann über Maltahöhe nach Gochas, wo er das Kommando über die 5. Geschützgruppe übernahm.
Am 17. Mai 1905 führte Wolf eine Patrouille von 28 Mann und wurde dabei in Kowes am Auob-Rivier, etwa 30 km südlich von Gochas, in ein Gefecht mit den Fransman-Nama unter Kaptein Simon Kooper verwickelt, welche von den Deutschen auch abfällig als „Franzmann-Hottentotten“ bezeichnet wurden. Bei dieser Begegnung erwiesen sich die Fransman-Nama der durch Wolf angeführten Truppe bezüglich Anzahl sowie Bewaffnung als überlegen. Schon früh im Gefecht verlor die Patrouille einige Offiziere und Kavalleristen. Angesichts der ernsten Lage befahl Wolf den, im Nachhinein in Militärkreisen mehrheitlich als übereilt betrachteten, Rückzug, um so eine absolute Niederlage abzuwenden. Ein Feldgeschütz sowie sehr viel Munition mussten zurückgelassen werden.
Aufgrund des Verlaufs dieses Gefechtes kam es zunächst zu Ermittlungen gegen Wolf. Er wurde jedoch letztlich von sämtlichen Vorwürfen freigesprochen und erneut mit dem Kommando über die 5. Geschützgruppe betraut. Am 25. September 1905 kam es unter Wolfs Führung bei Aus erneut zu einem Gefecht mit den Fransman-Nama unter Simon Kooper. Ein weiteres Gefecht beim nördlich von Gochas gelegenen Zwartfontein folgte am 13. Oktober 1905. Im November 1905 wurde Wolf mit dem Roten Adlerorden IV. Klasse mit Schwertern ausgezeichnet. Außerdem wurde ihm im Januar 1906 das Ritterkreuz I. Klasse des Albrechts-Ordens mit Schwertern verliehen.

## Rückkehr nach Deutschland und Heirat
Weil er mittlerweile verwundet worden war, erhielt Wolf im April 1906 die Erlaubnis zur Rückkehr nach Deutschland auf dem Dampfer Professor Woermann. Im Oktober des gleichen Jahres wurde er offiziell aus der Schutztruppe entlassen, und er trat wieder in das 4. Feldartillerie-Regiment Nr. 48 in Königsbrück ein.
Aufgrund seines Einsatzes in Deutsch-Südwestafrika war Wolf nun in Dresden eine lokale Berühmtheit, auch wenn sein militärischer Ruf aufgrund der Niederlagen nachhaltig gelitten hatte. Er lernte die Stieftochter Jayta des in Dresden ansässigen amerikanischen Generalkonsuls Humphreys kennen. Die beiden heirateten am 8. April 1907 in Dresden. Jayta war eine Enkelin des wohlhabenden New Yorker Arzneimittel-Fabrikanten mit homöopathischer Spezialisierung, Frederick Humphreys. Sie wurde 1881 in Summit, New Jersey geboren. Wolf ließ sich vom Militärdienst beurlauben und wurde offiziell am 17. April 1909 entlassen. Zwei Wochen nach der Hochzeit bestieg das Paar in Hamburg das Postschiff Windhuk mit dem Ziel Deutsch-Südwestafrika, um sich dort eine neue Existenz aufzubauen.

## Auswanderung nach Deutsch-Südwestafrika
Am 25. Mai 1907 kam das Paar in Swakopmund an und nahm kurz darauf den Zug nach Windhoek, wo es im Hotel Kaiserkrone Unterkunft fand. Wolf plante im nur dünn besiedelten Deutsch-Südwestafrika die Erwerbung umfangreicher Ländereien, welche unter anderem das Gebiet um das spätere Schloss Duwisib umfassten. Er stellte einen Antrag bei der deutschen Regierung, rund 140.000 Hektar Land im südlichen Deutsch-Südwestafrika erwerben zu dürfen. Dieses Ersuchen wurde von Regierungsseite zunächst mit großer Skepsis aufgenommen. Letztlich wurde Wolf jedoch der Erwerb von zumindest 20.000 Hektar Land gestattet, wobei er etwa 40 Pfennig pro Hektar zu entrichten hatte. Er erwarb die ihm zugestandenen Ländereien und stellte sofort neue Anträge für den Erwerb von weiteren 150.000 Hektar Land.

## Schloss Duwisib
Schon bald entschlossen sich die Wolfs zum Bau eines Schlosses. Auf Grund von Wolfs Erfahrungen während des Herero-Aufstandes wollte man einen sicheren und „uneinnehmbaren“ Wohnsitz. Der Architekt Wilhelm Sander erhielt den Auftrag, ein Schloss zu bauen. Es wurde auf den Namen „Schloss Duwisib“ getauft. Das Schloss war mit bewehrten Türen und kleinen Fenstern erbaut, damit es auch längeren Belagerungen standhalten würde. Im Inneren war es mit dem zeitüblichen Komfort ausgestattet. Auch ein Weinkeller wurde angelegt. Die zugehörigen Ländereien befanden sich rund 300 km östlich der Küste und etwa 400 km südlich von Windhoek, weshalb der Schlossbau zu einer großen infrastrukturellen Herausforderung wurde. Nach zweijähriger Bauzeit – 1907/09 – war das Schloss fertiggestellt. Während der Bauzeit lebte das Paar zusammen mit einem Verwalter, einem Lehrling aus Dresden, einem Pferdeaufseher und einem Herero-Bediensteten in einer primitiven Hütte und in Zelten auf dem Baustellengelände, um die Arbeiten überwachen und vorantreiben zu können.
Schloss Duwisib war im Wesentlichen ein Rechteck von 35 Meter auf 31 Meter mit vier Eckrisaliten und wurde aus Gestein örtlicher Steinbrüche errichtet. Alles andere musste jedoch importiert werden. Die für den Bau und die Inneneinrichtung benötigten Materialien wie z. B. Eisen, Holz, Zement und Oberlichter wurden von Hamburg über Lüderitz verschifft und anschließend mit einem 24-spännigen Ochsenwagen durch die Namib-Wüste zur Baustelle transportiert. Steinmetze aus Italien und Tischler aus Skandinavien und Irland wurden angeheuert. Während der zweijährigen Bauzeit stieg außerdem die Zahl der vor Ort Angestellten, in der Regel Herero, stetig an.
Am Ende des Jahres 1908 reisten die Wolfs kurzzeitig zurück nach Deutschland, um in Berlin ihrem Gesuch nach dem Erwerb von weiteren 150.000 Hektar Land Nachdruck verleihen zu können. Letztlich wurde aber lediglich der Erwerb von weiteren 30.000 Hektar gewährt. Die Wolfs nutzten ihren Deutschlandbesuch aber auch dazu, in großem Stil Möbel für ihr Schloss zu erwerben und diese dorthin verschiffen zu lassen. Ein Teil des Mobiliars konnten sie bei der Versteigerung des Schlosses Gottorf erwerben. Im März 1909 kehrten sie auf Schloss Duwisib zurück. Das Paar reiste während der Bauzeit auch noch in die USA, um dort Jaytas Beziehungen für die Erlangung von mehr Kapital für das Bauprojekt zu nutzen.
Wolf wollte seine Ländereien auf lukrative Art und Weise nutzen. Er betrachtete die Schutztruppe und die Polizei als einen potentiell vielversprechenden Absatzmarkt für Pferde und Maultiere, die auf seinen Ländereien gezüchtet werden sollten. Bisher wurden die benötigten Tiere vor allem aus dem Mutterland importiert. Mit eigener Züchtung konnte er die deutschen Züchter durch kürzere und zuverlässigere Absatzwege unterbieten. Da nach Jahren des Krieges in Deutsch-Südwestafrika ein Großteil der Pferde, Rinder, Ochsen, Schafe und Esel an Erschöpfung gestorben oder verdurstet war, war dieser Plan durchaus vielversprechend. Bereits Ende 1909 hielt Wolf 95 Hereford-Rinder, 18 Maultiere und Esel, 600 Merinoschafe, 10 Schweine und 60 Hühner. Außerdem brachte er 72 Pferde auf seine Ländereien, darunter 38 wertvolle Stuten (darunter neun Vollblüter). Bis 1911 war der Pferdebestand bereits auf 350 Tiere angewachsen. Auch erwies sich Wolf als sehr vorausschauend, als er im selben Jahr die Zucht von Karakulschafen aufnahm, was später in Südwestafrika zu einem bedeutenden Wirtschaftszweig werden sollte. Erwähnenswert ist auch, dass er sogar Kamele aus Arabien zur Zucht importierte.
Obwohl selbst Protestant, plante Wolf mit seiner Ehefrau auf dem Gelände von Schloss Duwisib die Errichtung einer katholischen Kirche mitsamt Missionsstation, um seinen ungetauften Herero-Angestellten und deren Familien eine religiöse Erziehung zukommen zu lassen. Hierzu wurden ein Altar, eine Orgel und Glasfenster in den Vereinigten Staaten in Auftrag gegeben, die von New York über Hamburg nach Südwestafrika verschifft werden sollten. Als jedoch am 1. August 1914 der Dampfer Muanza mit dem für die Kirche bestellten Material in Lüderitz eintraf, brach am gleichen Tag der Erste Weltkrieg aus, so dass das Schiff ohne die Ladung zu löschen sofort mitsamt der Kirchenausstattung Kurs auf Südamerika nahm.

## Der Erste Weltkrieg und das Ende
Am gleichen Tag bestiegen die Wolfs in Swakopmund den Dampfer Gertrud Woermann, der sie nach England bringen sollte. Dort hatten sie einen Vollbluthengst bestellt, den sie auf seinem Transport nach Afrika begleiten wollten. Am 4. August 1914, dem dritten Tag auf See, erfuhr man auf der Gertrud Woermann von der Kriegserklärung Großbritanniens an Deutschland und somit vom Ausbruch des Ersten Weltkrieges, worauf der Dampfer Kurs auf Rio de Janeiro in Brasilien nahm, um einer Aufbringung durch die britische Marine zu entgehen. Laut anderer Quellen soll Wolf bereits vor Reiseantritt den bevorstehenden Weltkrieg „gewittert“ haben, so dass er die Europareise überhaupt nur deswegen angetreten habe, weil er unter keinen Umständen in Afrika in alliierte Gefangenschaft genommen werden wollte, während das Mutterland unter Waffen stand. Deshalb zog er es angeblich vor, so schnell wie möglich die Heimat zu erreichen und dort auf Befehle zu warten.
In Rio de Janeiro angekommen, wurde Wolf als ehemaliger deutscher Offizier für kurze Zeit interniert. Er kam jedoch bald wieder frei, und das Ehepaar reiste zunächst in die Vereinigten Staaten aus. In New York buchten die Wolfs dann auf der niederländischen Nieuw Amsterdam eine Passage über das spanische Vigo nach Rotterdam in den neutralen Niederlanden. Um absolut sicherzugehen, inszenierten die Wolfs vor der Durchquerung britischer und französischer Gewässer während des Zwischenstopps in Vigo das angebliche Verlassen des Schiffes durch Wolf und er gab vor, sich von Spanien auf dem Landweg nach Deutschland durchschlagen zu wollen. In Wahrheit versteckte sich Wolf aber ab Vigo in einem großen Schrankkoffer. Jayta von Wolf hatte denselben zu genau diesem Zweck in New York als Gepäckstück aufgegeben und ihn sich in ihre Kabine stellen lassen.
Die Reise von Vigo nach Rotterdam sollte eigentlich nur zwei oder drei Tage dauern. Doch trotz heftigen Protestes der niederländischen Besatzung wurde die Nieuw Amsterdam im Ärmelkanal unerwartet von der britischen Marine gestoppt und in Southampton vor Anker gezwungen. Das Schiff wurde daraufhin gezielt nach deutschen Offizieren durchsucht. Während tatsächlich zwei deutsche Offiziere entdeckt und abgeführt wurden, blieb Wolf in seinem Versteck unentdeckt. Obwohl die Nieuw Amsterdam ganze zwei Wochen in Southampton festgehalten wurde, harrte Wolf weiter aus. Alles Notwendige wurde ihm durch Jayta von Wolf heimlich zugeführt. An Bord ging deshalb bald die Rede von einer Amerikanerin um, welche, so der Kapitän, aus Sehnsucht nach ihrem Mann „an die Flasche geraten“ sei. In der Tat wunderten sich die Stewards über den Appetit und Alkoholkonsum der eher zierlichen Jayta von Wolf. Bei Durchsuchungen legte sie sich aufs Bett und hoffte auf die Diskretion der Offiziere.
 Als die „Nieuw Amsterdam“ mit zweiwöchiger Verspätung Rotterdam erreichte, gelang es den Wolfs im allgemeinen Durcheinander, zwar getrennt voneinander, aber dennoch unbehelligt an Land zu gehen. Sie reisten zwei Tage später nach Dresden, wo  Wolf sofort Kontakt zu den deutschen Militärbehörden aufnahm.
Anfang 1915 meldete sich Wolf bei seinem ehemaligen Regiment, dem 4. Feldartillerie-Regiments Nr. 48, in Königsbrück zum Dienst. Er wurde zum Major befördert und nach Flandern versetzt, wo er geringfügige Verletzungen erlitt. Dann wurde er als Bataillonskommandeur im Reserve-Infanterie-Regiment Nr. 242 an die Westfront nach Frankreich versetzt. Während der Schlacht an der Somme wurde er durch einen Granatsplitter im Bauch tödlich verwundet und verstarb am 4. September 1916 im Alter von 43 Jahren in der Nähe des Dorfes La Foret.

## Das Schloss Duwisib nach den Wolfs
Als die Wolfs 1914 Duwisib verließen, erhielt Graf Max von Lüttichau als enger Freund der Eheleute zunächst alle erforderlichen Vollmachten zur Farmleitung. Bald nach Kriegsende wurde das Anwesen jedoch für konkursreif erklärt und samt Inventar für 7050 Pfund Sterling an die schwedische Familie Murrmann verkauft. Murrmann Senior starb bereits kurz nach der Übersiedlung nach Südwestafrika und der einzige Sohn, der in der South African Air Force diente, fand im Zweiten Weltkrieg den Tod, so dass Duwisib kurz nach dem Zweiten Weltkrieg für 25.000 Pfund Sterling von einer Firma aufgekauft wurde.
Später gingen Duwisib und die umliegenden Ländereien zunächst durch verschiedene Hände, bis das Schloss in den 1970er Jahren in Staatsbesitz überging. Das umgebende Farmland blieb in Privathand. Das Schloss wurde 1991 saniert und ist heute eine Sehenswürdigkeit im südlichen Namibia und ein Hotel von Namibia Wildlife Resorts.

## Sonstiges
- In Deutsch-Südwestafrika engagierte sich Hansheinrich von Wolf auch politisch. Er wurde 1909 in den Bezirksrat sowie den Landesrat von Maltahöhe gewählt, die beide als beratende Organe der kolonialen Regierung in Windhoek agierten. 1911 wurde Wolf zum Repräsentanten der Farmer in Südwestafrika hinsichtlich Eisenbahnfragen ernannt.[2]
- Nachdem ihr Ehemann im Ersten Weltkrieg gefallen war, lebte Jayta von Wolf zunächst in München, wo ihr Stiefvater mittlerweile als Generalkonsul tätig war. Später wohnte sie am Tegernsee. Aufgrund der Tätigkeit ihres Vaters hatte Jayta stets regelmäßigen Umgang mit Diplomaten und so lernte sie bald Erich Schlemmer kennen, den Generalkonsul für Siam, ihren späteren Ehemann.[2][4][5] In den späten 1930er Jahren, als die Herrschaft der Nationalsozialisten in Deutschland immer bedrückender wurde, zog Jayta von Wolf bzw. Schlemmer in die Schweiz um und lebte fortan in Zürich. 1946 kehrte sie in die Vereinigten Staaten zurück, wo sie bis zu ihrem Tod im Jahr 1963 in Summit in New Jersey lebte. Sie kam niemals auf Schloss Duwisib zurück.[2][4][5]
- Die in Südnamibia bei Garub (ca. 200 km nordöstlich von Duwisib) vorkommenden Wildpferde werden hin und wieder als Nachfahren von Pferden betrachtet, die angeblich während des Ersten Weltkrieges aus der auf Duwisib betriebenen Pferdezucht ausgebrochen waren. Allerdings befand sich die Pferdezucht auch nach der Abreise der von Wolfs nach Europa sowie nach dem Tod von Hansheinrich von Wolf weiterhin in den Händen eines Farmverwalters. Außerdem sind den Aufzeichnungen zufolge bis zum Ende der 1930er Jahre keine Pferde verloren gegangen, während bereits ab den 1920er Jahren über wilde Pferde bei Garub berichtet wurde. Ein weiterer Grund zur Widerlegung der Theorie, dass die wilden Pferde bei Garub aus der Zucht der von Wolfs stammen könnten, ist außerdem die Tatsache, dass Pferde eher nicht dazu neigen, über derart weite Strecken (ca. 200 km) zu wandern.[6]